# NGC 2976
NGC 2976 est une petite galaxie spirale rapprochée et située dans la constellation de la Grande Ourse. NGC 2976 a été découverte par l'astronome germano-britannique William Herschel en 1801.

## Caractéristiques
La classe de luminosité de NGC 2976 est III et elle présente une large raie HI. Elle renferme également des régions d'hydrogène ionisé.

### Distance
Sa vitesse par rapport au fond diffus cosmologique est de 2,70 ± 2,40 km/s, ce qui correspond à une distance de Hubble de 1,33 ± 0,13 Mpc (∼4,34 millions d'al).
La vitesse de récession de cette galaxie est beaucoup trop faible pour être utilisée pour le calcul de la distance. Il faut utiliser d'autres méthodes indépendantes du décalage vers le rouge. À ce jour, 19 mesures de la distance moyenne obtenue de ces méthode donnent 3,821 ± 0,861 Mpc (∼12,5 millions d'al).

### Morphologie
NGC 2976 a été utilisée par Gérard de Vaucouleurs comme une galaxie de type morphologique SAd pec dans son atlas des galaxies,.

### Luminosité dans l'infrarouge
La luminosité de la galaxie NGC 2976 dans l'infrarouge lointain (de 40 à 400 µm)  est égale à 2,88 × 108 {\displaystyle L_{\odot }} (108,46{\displaystyle L_{\odot }}) et sa luminosité totale dans l'infrarouge (de 8 à 1 000 µm) est de 3,55 × 108 {\displaystyle L_{\odot }} (108,55{\displaystyle L_{\odot }}).

## Structure interne et formation d'étoiles

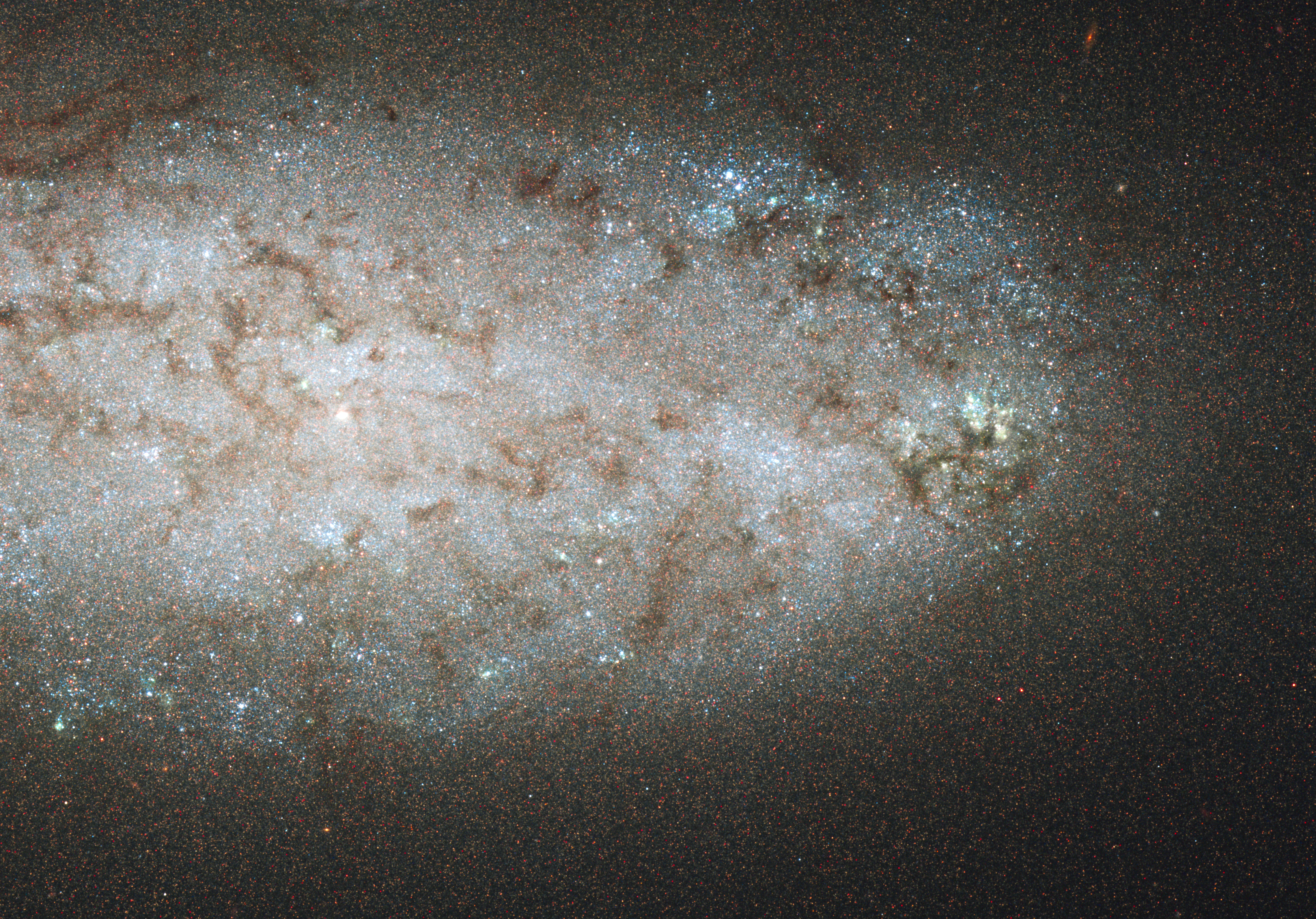
La galaxie NGC 2976, par le télescope spatial Hubble (NASA/ESA).

L'image de NGC 2976 prise par le télescope spatial Hubble ne montre pas la présence évidente de bras spiraux. Les filaments poussiéreux qui traversent la galaxie ne montrent aucune structure spirale claire. C'est la raison pour laquelle on classe souvent cette galaxie comme une spirale particulière (SAc pec? ou Scd?pec). Les interactions gravitationnelles avec des galaxies massives du groupe de M81 ont dragué les gaz de NGC 2976 vers l'intérieur de la galaxie, ce qui a déclenché une formation d'étoiles il y a environ 500 millions d'années. Les régions extérieures de la galaxie ont alors cessé de voir naitre des étoiles, car les ingrédients nécessaires à leur formation s'y sont épuisés. Maintenant, le disque de la galaxie est presque en panne de gaz et la formation d'étoiles est restreinte à une petite zone de 5000 années-lumière autour du noyau.
Les astronomes ont réussi à reconstituer l'histoire de la formation des étoiles de NGC 2976 à l'aide télescope spatial Hubble. La proximité relative de cette galaxie a permis à l'instrument ACS (Advanced Camera for Surveys) du télescope de résoudre des centaines de milliers d'étoiles individuelles. Ce qui ressemble à des grains de sable dans l'image est en réalité des étoiles individuelles. Les mesures de la couleur et de la luminosité d'un grand nombre d'étoiles ont permis de déterminer les dates de leur naissance. C'est grâce à cette analyse que les astronomes ont pu reconstruire l'histoire de la formation des étoiles dans de grandes régions de NGC 2976. Les points bleus de l'image sont de jeunes géantes bleues présentes dans les pouponnières d'étoiles restantes.

## Groupe de M81
NGC 2976 se situe à la lisière du groupe de galaxies M81, groupe distant d'environ 12 millions d'années-lumière de la Voie lactée. Elle n'est qu'à 1°20' au sud-ouest de M81 (NGC 3031). D'ailleurs, certains auteurs soutiennent que NGC 2976 fait partie du groupe de M81,. Le groupe de M81 compte près d'une quarantaine de galaxies connues dont les plus importantes sont M81, M82 (NGC 3034), NGC 2366, NGC 2403, NGC 2976, NGC 3077, NGC 4236  et IC 2574. Les distances de ces galaxies ne peuvent être calculées en utilisant le décalage vers le rouge, car elles sont trop rapprochées de la Voie lactée.

## Galerie

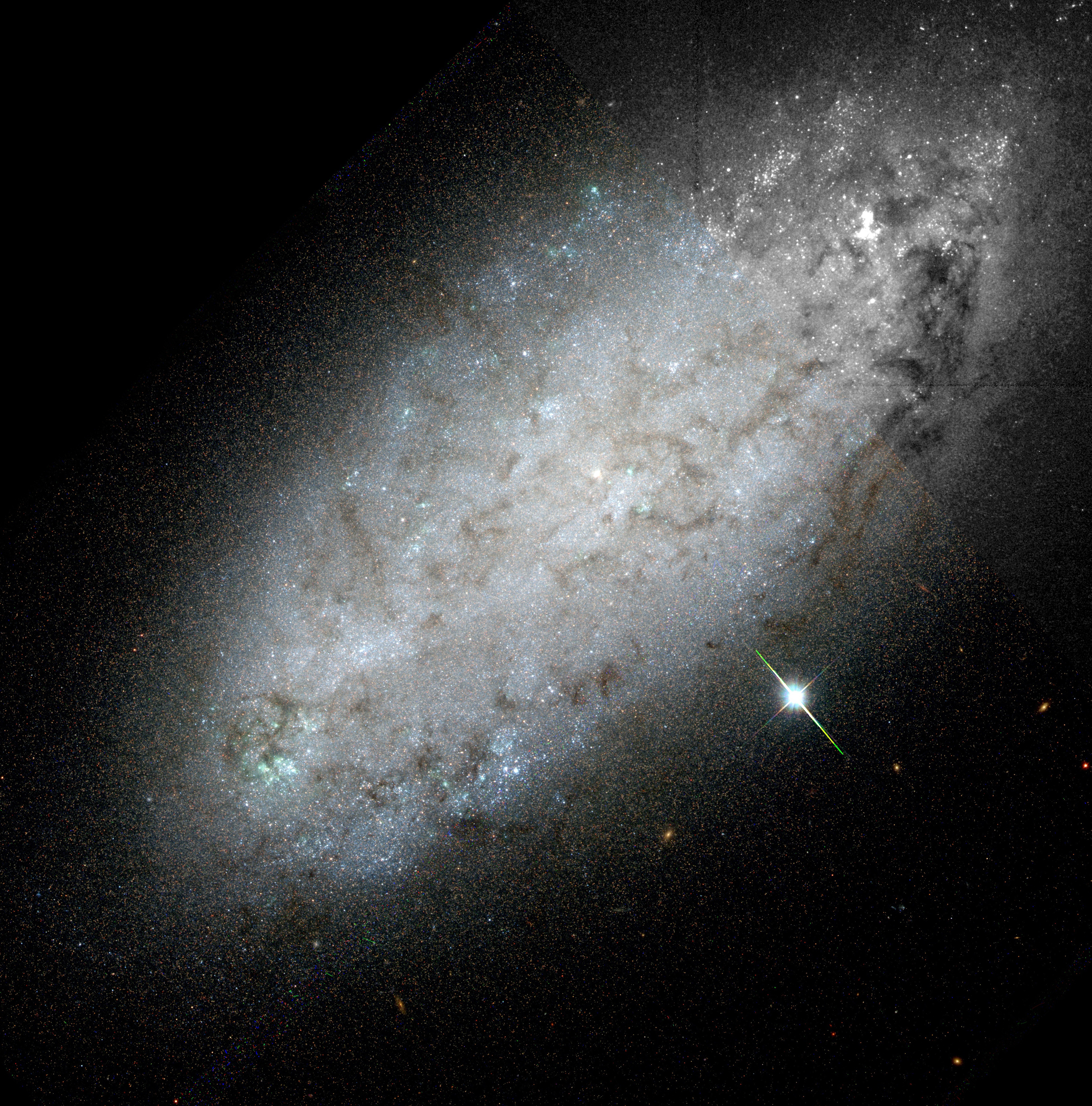
Vue d'ensemble de NGC 2976 par le télescope spatial Hubble.
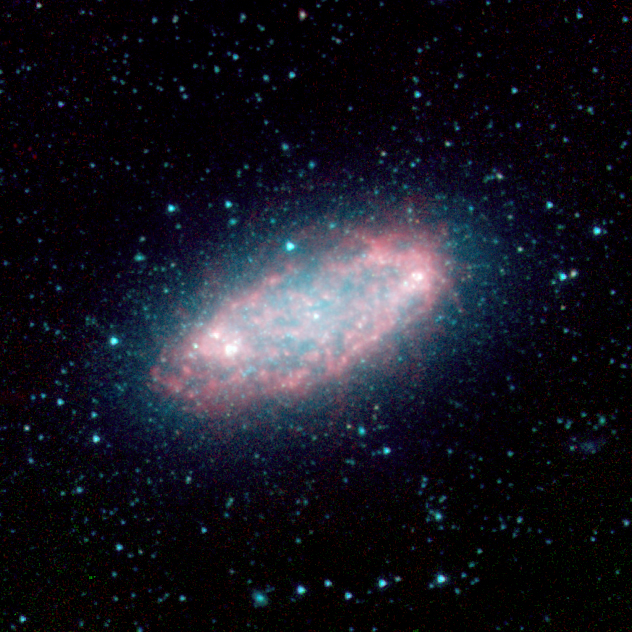
NGC 2976 en infrarouge par le télescope spatial Spitzer.
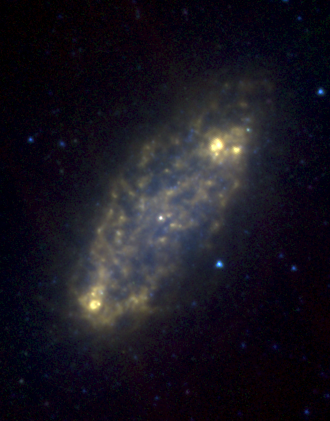
Autre interprétation des données infrarouges du télescope spatial Spitzer.
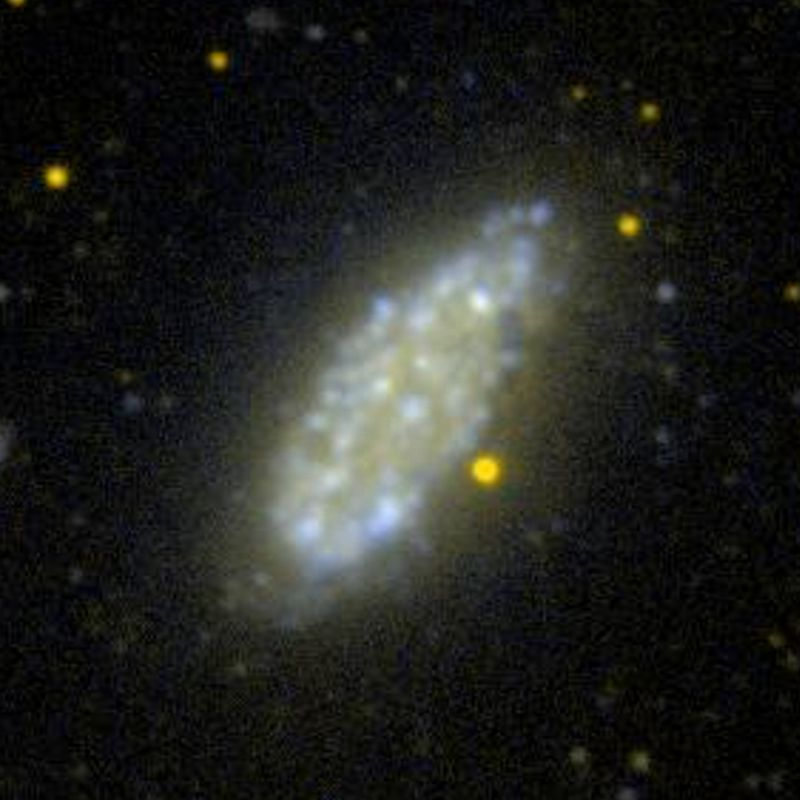
NGC 2976 en ultraviolet par le télescope spatial GALEX.
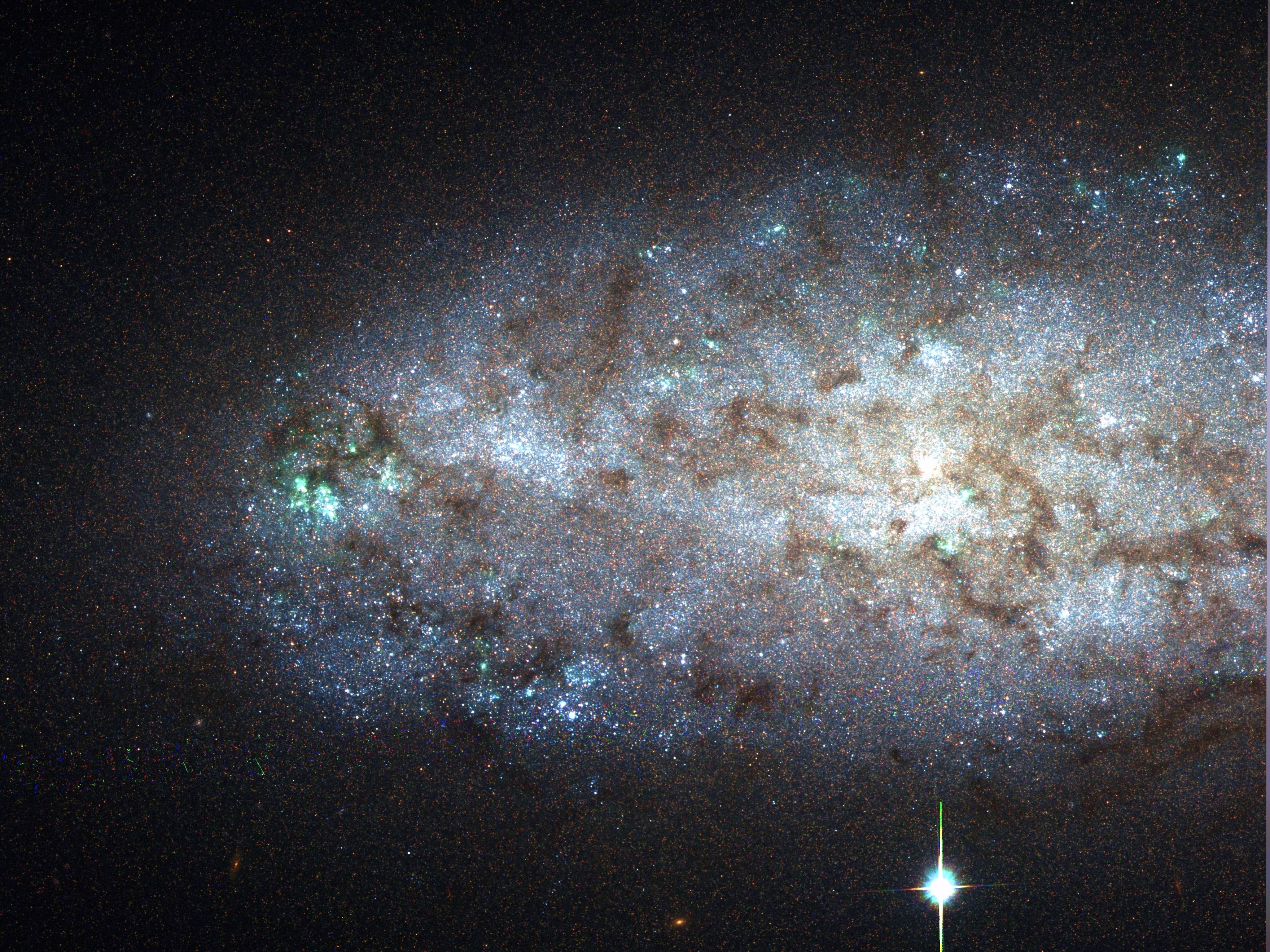
Autre image de NGC 2976 dans le visible par le télescope spatial Hubble.